# Ures
Ures (offiziell Heroica Ciudad de Ures) ist eine Kleinstadt mit ca. 3500 Einwohnern im mexikanischen Bundesstaat Sonora. Ures ist das Verwaltungszentrum einer Gemeinde (Municipio Ures) und ist seit dem Jahr 2023 als Pueblo Mágico enerkannt.

## Lage und Klima
Ures liegt im Talkessel des Río Sonora in der westlichen Sierra Madre auf 1330 m Höhe. Die nächstgrößere Stadt Hermosillo ist 77 km in südwestlicher Richtung entfernt. Die Vegetation des Umlandes besteht aus Mesquite (Prosopis velutina) und anderen Wüstensträuchern, darunter die hier beheimatete Sonora-Palmetto-Palme (Sabal uresana). Das Klima ist trocken und nicht selten heiß; Regen (ca. 400 mm/Jahr) fällt überwiegend im Sommerhalbjahr.

## Bevölkerung
| Jahr      | 2000 | 2020 |
| Einwohner | 3959 | 3619 |

Die Bewohner leben von etwas Landwirtschaft und – in geringem Maße – auch vom Tourismus.

## Geschichte
Ures ist eine der ältesten Siedlungen in Sonora. Gegründet wurde sie von einem Missionar des Jesuiten-Ordens und trug bis 1665 den Namen San Miguel. Erst im Jahr 1838 wurde sie zur Stadt erhoben und war bis 1879 die Hauptstadt von Sonora, dann der Sitz der Distriktsverwaltung, bis diese im Jahr 1917 abgeschafft wurde.
Ures hatte 1870 und 1882 unter Apachenüberfällen zu leiden, als sich der Häuptling Geronimo mit seinen Leuten vor den US-Truppen aus Arizona in die Sierra Madre zurückzog. Auch mit den hier ansässigen Yaqui-Indianern gab es Probleme im ausgehenden 19. Jahrhundert. Am 5. September 1998 erhielt Ures den Ehrentitel „Heldenstadt“ für die erfolgreiche Verteidigung der Stadt gegen die Franzosen während der Herrschaft von Kaiser Maximilian von Habsburg.

## Sehenswürdigkeiten
Dem Tourismus bietet Ures einige Sehenswürdigkeiten, wie La Plaza de Armas (La Plaza de Zaragoza) mit vier Bronzeskulpturen aus dem 18. Jahrhundert, die Mission und die Kirche San Miguel mit der Mesquite-Treppe, sowie das Folklore-Museum.